# Estació de Redondela
L'estació de Redondela, coneguda fins al 2013 com Redondela de Galicia, es troba a la localitat gallega de Redondela, a la província de Pontevedra. Té serveis de mitjana i llarga distància operats per Renfe.
Pertany a la línia que uneix Monforte de Lemos amb Redondela i és el punt de partida de la línia que uneix Redondela amb Santiago de Compostel·la. Les dues línies són d'ample ibèric, en via única, la primera electrificada i la segona sense electrificar.

## Trens

### Mitjana Distància
| Línia | Trens                                   | Origen/destinació | Destinació/origen            |
| ----- | --------------------------------------- | ----------------- | ---------------------------- |
|       | Intercity                               | Vigo              | Madrid-Chamartín             |
| 1     | MD                                      | Vigo              | A Coruña Santiago Pontevedra |
| 3     | Regional Express Regional Internacional | Vigo              | Porto-Campanhã               |
| 6     | Regional Express                        | Vigo              | Lleó                         |

### Llarga Distància
| Tren                   | Origen/destinació | Parades Intermèdies | Destinació/origen | Observacions                 |
| ---------------------- | ----------------- | --- | ----------------- | ---------------------------- |
| Alvia                  | Pontevedra        | Vigo-Guixar · Redondela · Guillarei · Ourense-Empalme · A Gudiña · Puebla de Sanabria · Zamora · Medina del Campo · Segòvia-Guiomar · Madrid-Chamartín · Madrid-Atocha · Conca-Fernando Zóbel · Albacete · Villena AV | Alacant           | 1 tren setmanal per sentit   |
| Alvia                  | Pontevedra        | Vigo-Guixar · Redondela · Guillarei · Ourense-Empalme · A Gudiña · Puebla de Sanabria · Zamora · Medina del Campo · Segòvia-Guiomar | Madrid-Chamartín  | 1 tren diari per sentit      |
| Alvia                  | Vigo-Guixar       | Redondela · O Porriño · Ourense-Empalme · Monforte de Lemos · San Clodio-Quiroga · A Rúa-Petín · O Barco de Valdeorras · Ponferrada · Bembibre · Astorga · Lleó · Sahagún · Palència · Burgos-Rosa de Lima · Miranda de Ebro · Vitòria · Pamplona · Tafalla · Castejón de Ebro · Tudela de Navarra · Saragossa-Delicias · Lleida Pirineus · Camp de Tarragona | Barcelona-Sants   | 3 trens setmanals per sentit |
| Intercity              | Vigo-Guixar       | Redondela · Guillarei · Ourense-Empalme · Monforte de Lemos · San Clodio-Quiroga · A Rúa-Petín · O Barco de Valdeorras · Ponferrada · Bembibre · Astorga · Lleó · Sahagún · Palència · Burgos-Rosa de Lima · Briviesca · Miranda de Ebro · Laudio | Bilbao-Abando     | 1 tren diari per sentit      |
| Trenhotel Galicia      | Vigo-Guixar       | Redondela · O Porriño · Guillarei · Ourense-Empalme · Monforte de Lemos · San Clodio-Quiroga · A Rúa-Petín · O Barco de Valdeorras · Ponferrada · Astorga · Lleó · Palència · Burgos-Rosa de Lima · Logronyo · Castejón de Ebro · Tudela de Navarra · Saragossa-Delicias · Lleida Pirineus · Camp de Tarragona                                                | Barcelona-Sants   | 1 tren diari per sentit      |
| Trenhotel Rías Galegas | Pontevedra        | Vigo-Guixar · Redondela · O Porriño · Guillarei · Ourense-Empalme · A Gudiña · Puebla de Sanabria · Zamora · Medina del Campo · Àvila | Madrid-Chamartín  | 1 tren diari per sentit      |